# Huta-Kaminska, Kamin-Kașîrskîi
Huta-Kaminska (în ucraineană Гута-Камінська) este un sat în comuna Klitîțk din raionul Kamin-Kașîrskîi, regiunea Volînia, Ucraina.

## Demografie
Componența lingvistică a localității Huta-Kaminska
     Ucraineană (98,5%)
     Rusă (1,12%)
     Alte limbi (0,37%)
Conform recensământului din 2001, majoritatea populației localității Huta-Kaminska era vorbitoare de ucraineană (98,5%), existând în minoritate și vorbitori de rusă (1,12%).